# دينمان روس
دينمان روس (بالإنجليزية: Denman Ross)‏ هو رسام أمريكي، ولد في 1853، وتوفي في 1935.